# Collège de Léon
Le Collège de Léon était l'un des collèges de l'université de Paris, celui qui accueillait dans la capitale du Royaume les étudiants, étrangers jusqu'au 13 août 1532, du diocèse de Léon. En 1610, il est remplacé ainsi que son jumeau, le Collège de Tréguier, par le Collège royal, au sein duquel il continue toutefois d'exceller dans ses filières de prédilection, le droit et la théologie, jusqu'en 1763.
Dès 1580, le chapitre cathédral de Saint-Pol-de-Léon a ouvert une école, qui prépare les meilleurs élèves aux études supérieures, en particulier pour son collège parisien. Elle est doublée en 1680 d'un Grand séminaire. C'est dans les murs de celui ci qu'en 1784 est institué un nouveau collège de Léon, qui en 1911, à la suite de la crise des congrégations, renonce à tout enseignement universitaire et est transformé en lycée privé, l'Institution Notre-Dame du Kreisker, aujourd'hui lycée Notre-Dame du Kreisker. L'usage conserve à celui ci son nom initial de Collège de Léon.

## Le collège parisien

### Fondation (1322-1325)
Le collège de Léon est fondé en 1325 durant le pontificat de Jean XII, pape en Avignon, par l'archidiacre de Léon, Even de Kerobert. L'archidiacre du Léon est le prélat qui dirige l'archidiaconé de Saint-Pol-de-Léon, un des trois archidiaconés de l'évêché de Léon. Nommé comme son évêque par le pape seul, et donc choisi par la curie romaine ou avignonnaise, il est un des soutiens directs de la politique catholique en France.
La fondation fait suite au testament laissé par le chantre en titre de la cathédrale de Tréguier et prieur de Houdan, Guillaume de Coëtmohan, docteur régent (docteur chargé de la définition du programme d'enseignement) du Décret de Paris par lequel celui-ci fonde le collège de Tréguier. Even de Kerobert est l'un des trois exécuteurs testamentaires, celui qui est désigné par le testament étant le propre neveu du défunt, homonyme, à défaut une personne désignée par celui-ci. Le testament, daté du 11 avril 1325, prévoit une bourse d'études pour huit étudiants choisis dans la famille du défunt, à défaut dans le diocèse de Tréguier. Ce nombre sera considérablement augmenté le 5 décembre 1412 par Olivier Doniou ou Droniou, un des successeurs de Guillaume de Coëtmohan au poste de docteur régent du Décret après avoir lui-même bénéficier de la bourse du collège. Dès le 20 avril 1325, le chanoine de Kerobert ajoute une bourse pour des étudiants de son propre diocèse et lui affecte l'un des deux bâtiments que possédait le défunt en face du collège du Plessis, sur ce qui deviendra la place de Cambrai. En 1348, s'installera dans son voisinage immédiat le collège de Cambrai.
Avant la fondation du collège de Léon, l'évêché envoyait, comme la Cornouaille le faisait depuis 1317, ses meilleurs prêtres au collège du Plessis qui accueillait les clercs de l'évêché de Saint-Malo, un des neuf diocèses bretons, et pour lequel Monseigneur Geoffroy du Plessis Balisson avait ouvert un bâtiment propre en 1322, rue Saint Jacques (ce qui est aujourd'hui le sud du Collège de France et le nord du lycée Louis-le-Grand, avec des bâtiments annexes dans l'actuelle Sorbonne, à peu près en face de l'actuel Collège de France où se trouve l'observatoire). Quelques places leur étaient réservées.
Ainsi la fondation du collège de Léon remonte en fait au moins à 1322. Cette fondation donne un prolongement dans l'université à l'école cathédrale, futur Grand séminaire et héritière de la filiale du Collège Théodose (en) de Lanildut Meur établie à Batz en 525 par Paul Aurélien.
La fondation se situe en pleine construction de la nouvelle cathédrale gothique de Saint-Pol-de-Léon, qui ne sera inaugurée qu'en 1334. Elle s'inscrit précisément dans la mise en œuvre du projet du Saint-Siège d'une société cléricale dominée par les institutions religieuses qui voit effectivement le jour à cette époque.

### Notoriété (1326-1452)
Le collège du Léon, comme le collège du Trégor, accueille des jeunes prêtres latinistes et francophones mais néanmoins de langue maternelle bretonne, avec un très fort accent et issus d'une culture qui passera encore au XIXe siècle aux yeux des Français pour plus barbare que celles des Hurons. Ainsi le collège est-il renommé plaisamment en déformant le nom de son fondateur « collège de Caribert » puis « collège de Karembert ». Une institution spécifique, aussi modeste soit elle, est donc bienvenue pour ces séminaristes trégorrois et léonards plus proches de Rome que de Paris.
Dès 1330, le recteur de Lannilis Even Bohic, fils du carme et poète Hervé Bohic, lui-même citoyen de Plourin, devient professeur de droit à l’université de Paris et doyen du chapitre cathédral de Paris.
Dès 1335, Henri Bohic enseigne le droit canon à la faculté Decret. En 1349, il publie le célèbre In quinque decretalium libros commentaria, commentaire des décrétales de Grégoire IX qui servira de référence dans l'enseignement universitaire jusqu’à la fin du XVIe siècle.
Cette même année 1349, Guillaume Bohic devient régent de l’université de Paris.
À la génération suivante, en 1385, Guillaume Bohic junior accède au poste de procureur de l’officialité et Even Bohic junior parvient au diplôme de bachelier en théologie, c'est-à-dire le cursus le plus difficile.
Les Bohic illustrent donc parfaitement l'insigne clérical qu'est l'hermine bretonne. Ils inaugurent une tradition légale commune à toute la Bretagne, symbolisée par la canonisation en 1347 de l'avocat Yves Hélory. Les juristes formés au collège du Léon ont naturellement une certaine influence sur le cours politique de l'histoire de Bretagne. Ainsi voit-on Henri Bohic soutenir la cause montfortiste d'Hervé VII de Léon au cours de la guerre de succession de Bretagne.
Ultérieurement et plus généralement, le Parlement de Bretagne, où siégeront les soutiens de Nicolas Fouquet, fera trembler le centralisme de Louis XIV puis donnera ses premiers fondements juridiques à la Révolution française par l'institution du Club breton fondé par l'avocat rennais Isaac Le Chapelier sur le modèle de fonctionnement des parlementaires bretons, lequel club devint par le ralliement des parlementaires de Bordeaux, héritiers de Montesquieu, le Parti Girondin.

### Postérité (1453-1573)

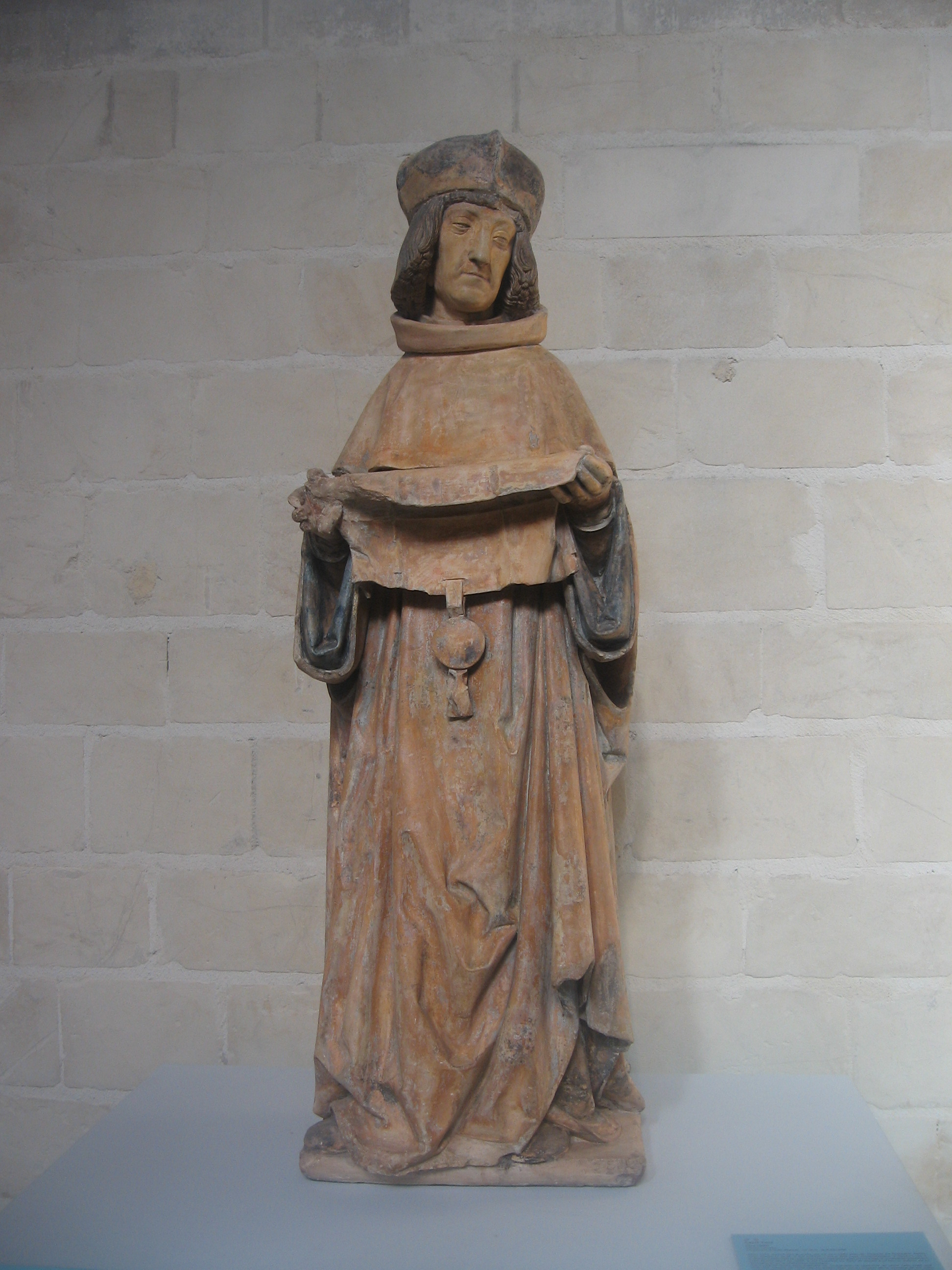
Statue du début du XVIe siècle de saint Yves, patron des étudiants bretons exilés à Paris.

Le collège, qui partage à Paris avec les collèges du Plessis, de Tréguier et de Cornouaille, une chapelle propre, Saint-Yves-des-Bretons, aujourd'hui détruite et antérieure d'un siècle (1355) à l'église Saint-Yves-des-Bretons de Rome, bénéficie de l'appui des Rohan. Ces seigneurs de Léon prennent en 1491, date du mariage forcé d'Anne de Bretagne avec Charles VIII de France, le titre de princes de Léon. Princes d'Empire, ils deviendront la première fortune du Royaume.
Le collège restera un collège mineur par le nombre d'élèves comparé aux nombres de prêtres du diocèse (mil deux cents en 1630, trois cent quatre-vingt-quinze en 1790, soit la plus forte densité après le Vatican), en quelque sorte une représentation symbolique dans la capitale des universités. L'éloignement géographique et idéologique, puis les vicissitudes de l'université de Paris, font que la formation des clercs est assurée de façon privilégiée dans le diocèse lui-même, sur lequel la Curie a un contrôle direct.
Cette tendance à la formation locale des Bretons, plutôt qu'à Paris, est renforcée par une bulle papale de 1453 réservant les offices de Bretagne aux Bretons, notamment pour résoudre une difficulté de cumuls des bénéfices, et corollairement de langue, soulevée par le duc. La Contre-Réforme fait ainsi du Grand Séminaire de Saint-Pol-de-Léon lui-même, fondé en 1630, et non de la faculté de théologie de Paris le premier centre de formation de prêtres missionnaires, plus de trois cents durant les cinq dernières décennies du XVIIIe siècle. Il deviendra au XIXe siècle une pépinière de Pères Blancs.
Pendant tout le XVe siècle, le collège de Léon compte quarante et quatre clercs, hormis les ecclésiastiques ayant accédé à des postes supérieurs, soit un nombre d'étudiants quasiment identique à celui qu'il a compté sur la durée du XIVe siècle, quarante et un. Les excellents deviennent évêques ou abbés. Les bons deviennent recteurs de paroisses. L'inscription au collège assure en tout cas un bénéfice. Ainsi en est-il pour Hervé de Kerlech, docteur in utroque jure et recteur de Plouider, Maurice de Pencalet, docteur en décret et recteur de Milizac, Yves Guidomar, licencié in utroque et recteur de Plounévez, Thomas Migam, licencié in utroque et vicaire de Lesneven. Grâce au collège de Léon et à la bulle de 1453, les paroisses du diocèse bénéficient d'un fort taux de doctorats et des hommes de condition modeste d'un formidable ascenseur social.

### Fusion (1574-1763)
Deux siècles après la fondation du collège de Léon, son bâtiment menace ruine. En 1574, Laurent de Kergroadès est mandaté pour régler la situation. Le 25 avril 1575, il fait don des matériaux et du terrain au collège de Tréguier voisin, à charge pour celui-ci de le reconstruire et de conserver dans le nouvel ensemble deux bourses qui resteront attribuées par le diocèse de Léon. En 1577, un arrêt du Parlement entérine la fusion du collège de Léon avec le collège de Tréguier.
En 1610, dans le but de les réunir au collège de Cambrai attenant, nombril de l'Université, et les transformer en Collège Royal, Henri IV, qui sera assassiné le 14 mai, confie statutairement l'administration des Collèges de Léon et Tréguier à celle-ci et fait commencer les travaux. Par un accord passé le 28 juin de cette année avec l'administration de la Régente, le bâtiment est évacué et les boursiers reçoivent chacun une indemnité de logement de quatre cents livres. Les logements définitifs promis dans cette attente ne viendront jamais. La reconstruction, grandiose, commencée dès le 28 août 1610, est abandonnée trois ans plus tard. Les pensions ne sont plus versées après 1646.
Cette situation est émaillée d'un procès au terme duquel, le 5 septembre 1684, le Parlement de Paris décide que l'évêque de Tréguier ne sera désormais le nominateur que de la moitié des bourses. Dans les années 1750, c'est au Président de Robien qu'il reviendra de choisir alternativement les attributaires de l'autre moitié. Celles destinées aux étudiants léonards continuent de relever héréditairement du choix du marquis de Kergroadès, en fait un notaire parisien.
Le 17 avril 1717, le principal des collèges de Léon et Tréguier, Monsieur Grolleau, obtient du Conseil d'État le rétablissement des indemnités de logement. Les vingt huit mil cent livres d'arrérage sont constituées en un fonds dont la rente est versée au profit de l'établissement scolaire. Sous son statut de succursale, la fondation de 1325 fait dès lors prospérer son enseignement au sein du nouveau bâtiment, inachevé, du futur Collège de France pour atteindre tout au long de ce début du XVIIIe siècle, au titre du seul collège de Léon, une moyenne de vingt étudiants par an.
Comme les autres collèges de l'université qui, à la veille de l'expulsion des jésuites de France, n'ont parfois plus qu'un seul boursier, les collèges de Léon et Tréguier n'en ont en 1759 respectivement que six et deux. Ils sont agrégés en 1763 au collège de Clermont, qui a accumulé les faveurs royales et se voit désormais accaparé par l'Université pour en faire son unique établissement.

## Survivance en Léon

### Protestation (1763-1783)
Toutefois le Grand Séminaire de Saint-Pol-de-Léon, fondé en 1680, qui formait et sélectionnait les étudiants entrant à l'Université de Paris, continue après 1763 de fonctionner dans le bâtiment que Mgr de la Bourdonnaye lui avait fait élever en 1708, aujourd'hui siège du lycée privé, 2 rue Cadiou. Depuis 1681, il accueille dans une annexe, actuel 4 rue Verderel, un collège non universitaire, l'École de Léon fondée en 1580 par Mgr de Neufville sous l'invocation de Kelou Mad au lieu-dit Prat Cuic, à la sortie ouest de la ville, et ouvert aux enfants de l'aristocratie ou de la bourgeoisie qui ne se destinent pas nécessairement à la prêtrise. L'enseignement des mathématiques y avait une place réservée.
Dès avant la fermeture du collège parisien, le chapitre cathédral veut procéder à la désignation du scholastique de l'École de Léon, qui est susceptible de prendre à Saint-Pol-de-Léon même la suite de l'enseignement universitaire. Mgr Vauduran, auquel la noblesse locale et une partie des chanoines reprochent de ne pas soutenir les Jésuites, qui sont l'unique ressource enseignante, ne se présente pas aux séances organisées par le sénéchal à l'hôtel de ville pour que le corps de ville procède à l'élection du scholastique, empêchant ainsi sa désignation. Sous la menace d'un procès, le comte évêque démissionne le 7 mai 1763.

### Refondation (1784-1789)

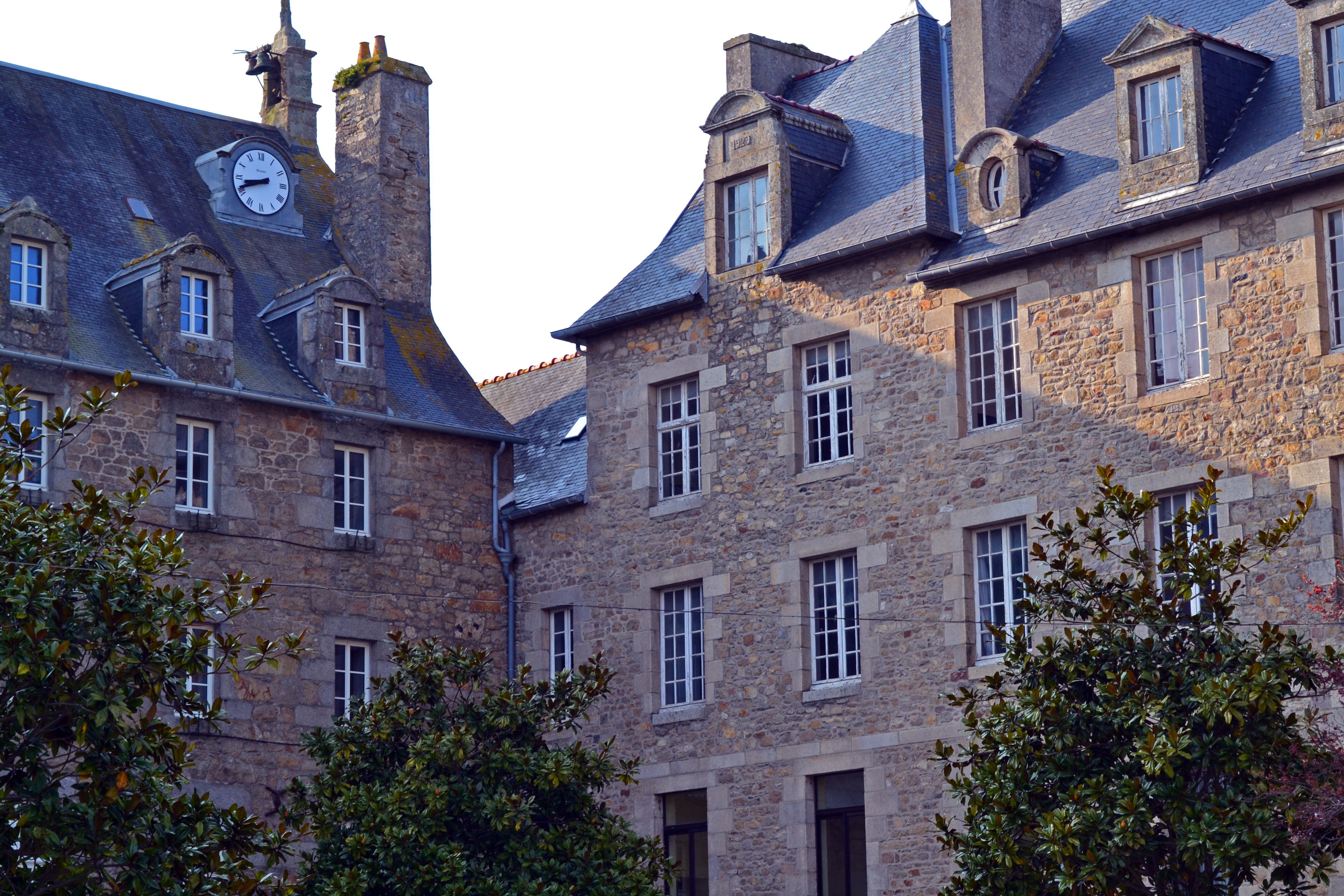
Le Grand séminaire absorbé en 1784 par le nouveau collège de Léon.

En 1784, Mgr de la Marche, soucieux de créer un petit séminaire pour lequel il a obtenu des lettres patentes le 13 septembre 1782, décide finalement, à l'instigation de la municipalité où le chapitre joue un rôle prééminent et dont la mésaventure de Mgr Vauduran lui a fait sentir la puissance, de recréer à Saint-Pol un collège de Léon qui soit un établissement d'enseignement le plus complet possible.
En 1787, Mgr de la Marche fait reconstruire l'annexe en un spacieux bâtiment, l'actuelle école primaire rue Verderel, et y ajoute un petit séminaire. Le collège de Léon est alors ce qu'on appelait un gymnase, avec quatre classes issues du collège de Kelou Mad et un petit séminaire, équivalent au premier cycle de l'enseignement secondaire, le grand séminaire, qui correspond à un actuel lycée et à des classes préparatoires.

### Révolution (1790-1804)
Le 1er novembre 1790, en application de la Constitution civile du clergé votée par la Constituante le 12 juillet précédent, est élu le premier évêque du Finistère, Louis-Alexandre Expilly de La Poipe, dont le ministère prétend s'étendre jusque sur le diocèse de Léon désormais aboli du point de vue de la loi française mais pas de celui du Saint-Siège. La presque totalité des prêtres du Léon, dont le supérieur du collège de Léon Jean Péron et ses collègues, restent fidèles à Mgr de la Marche, lequel, sur le point d'être arrêté, s'exile dans la nuit du 17 février 1791 dans des conditions rocambolesques, bientôt suivi par l'ex-sénéchal Yves Hervé-Chef-Du-Bois.
Sous la direction du vicaire général Michel Henry, les enseignants du collège de Léon entrent dans la résistance passive le 15 juin 1791, jour de la Fête-Dieu, en refusant de carillonner. Le 15 août le nouveau maire fait fermer leur chapelle du Kreisker.
À la rentrée 1792, il n'y a plus que dix élèves et autant de professeurs. Le 19 mars 1793, c'est dans Saint Pol l'insurrection contre la levée en masse. Le 16 octobre 1793, au cœur de la Terreur, ces mêmes enseignants et tous les réfractaires de la ville sont collectivement déclarés suspects. Ils entrent dans la clandestinité, risquant d'être emprisonnés dans la Maison des Dames de la Retraite réquisitionnée, guillotinés dans la cour du sinistre Fort la Loi de Brest ou déportés en Guyane via les pontons de Rochefort.
Seuls deux élèves restent au sein du collège. La Convention montagnarde affecte deux fonctionnaires aux postes d'enseignants.

### Restauration (1805-1910)

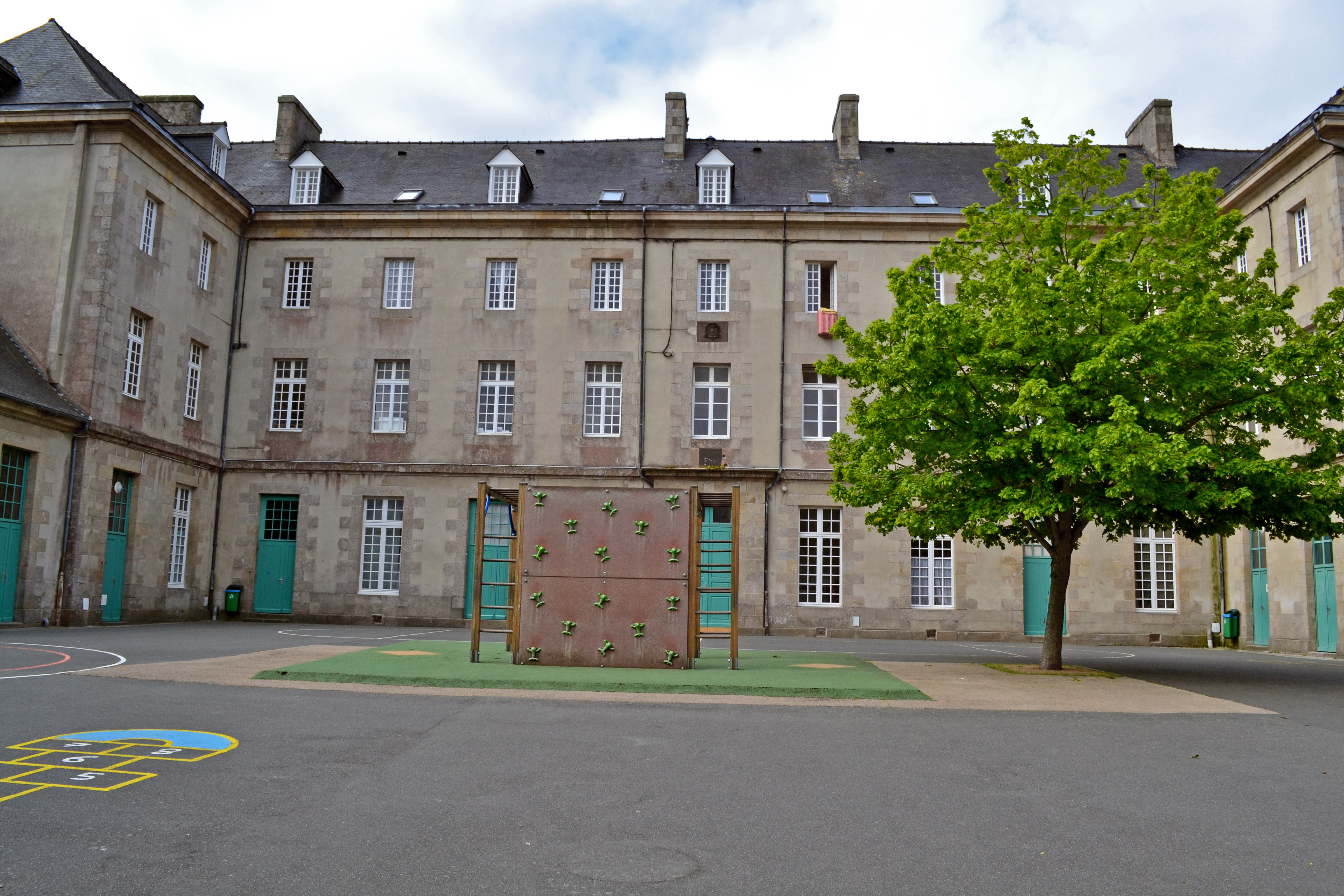
Le bâtiment de la rue Verderel, construit en 1787 sur le nouvel emplacement de l'école de Léon, ex-collège de Kelou Mad. C'est l'unique siège du collège de Léon de 1805 à 1910.

Le collège de Léon est rétabli par décret le 13 novembre 1805 sous le régime concordataire mais en tant qu'école communale secondaire. Les quatre mil francs accordés par la préfecture étant très insuffisants, c'est grâce à une quête menée à travers le Léon que la rentrée peut se faire. Elle a lieu le 4 novembre 1806 sous la direction de l'abbé Péron dans la seule annexe de la rue Verderel, beaucoup plus spacieuse et moderne que le bâtiment d'origine, rue Cadiou. Celui-ci est racheté neuf mil francs par les Ursulines, qui avaient fui la Révolution et ont retrouvé leur vieux monastère en ruine. Le nouveau couvent conserve sa vocation pédagogique et devient une école pour jeunes filles.
En 1812, Joseph-Marie Graveran, ancien élève du collège de Léon puis de Notre-Dame des Champs à Paris et major au concours général 1811 de mathématiques, est recruté pour trois années pour enseigner cette matière. Il y crée un cours d'hydrographie préparant à l'École navale, cours qui prospérera jusqu'en 1868. Le niveau général est très élevé et les élèves venant d'autres établissements doivent rétrograder de deux classes. L'établissement attire des élèves d'Outre Manche.

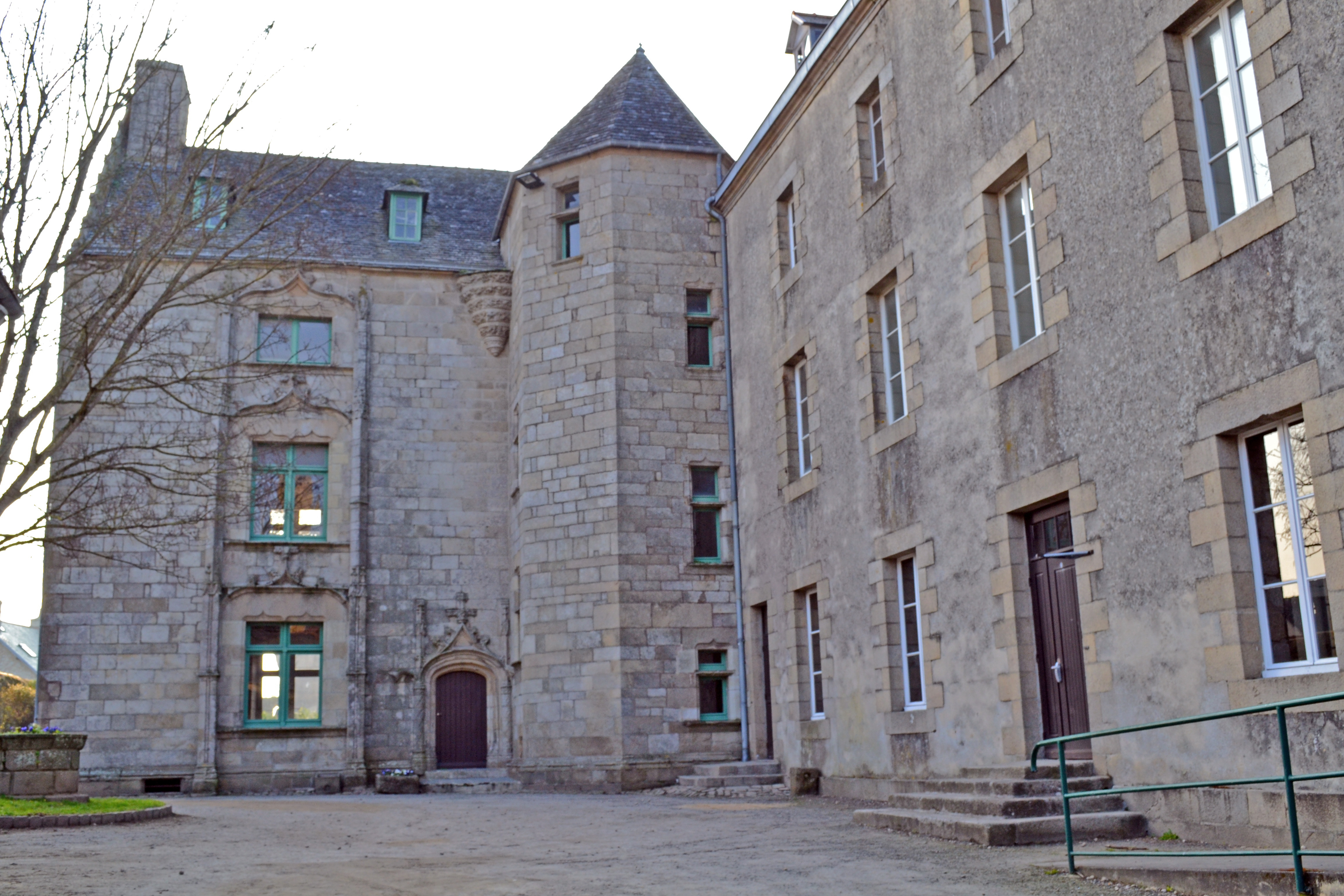
L'hôtel de Keroulas, 5 rue du Petit collège, transformé en petit séminaire de 1824 à 1910.

En 1824, le collège de Léon fait l'acquisition de l'hôtel de Keroulas et y installe le petit séminaire. Le manoir servira provisoirement, de 1830 à 1837, de maison de retraite. Le but est de séparer les élèves se destinant à la prêtrise de l'influence mondaine des autres, qui logent en ville, fréquentent les cafés, jouent au billard, lisent la presse...
En 1830, à l'avènement de Louis-Philippe, le Collège de Léon est laïcisé, ce qui entraîne la désaffection des familles. Il est sauvé de la faillite en 1836 par la réintégration du personnel ecclésiastique. Il sera avec le Collège Saint François de Lesneven l'un des deux seuls établissements scolaires en France au sein desquels des fonctionnaires sont dirigés par un ecclésiastique.
Le collège de Léon prospère durant tout le XIXe siècle dans une situation administrative complexe, qui coordonne plutôt heureusement le personnel de l'Université et celui de l'évêché. En 1901, l'Université impose que la chaire de philosophie revienne à un laïc. Le départ d'un professeur estimé provoque la consternation. Le maire Alain de Guébriant et le député Albert de Mun, au prix de cette concession, obtiennent le statu quo et le maintien d'un ecclésiastique à la chaire de rhétorique.
Quatre ans plus tard, la réaction à la loi de séparation des Églises et de l'État, votée le 6 décembre 1905, provoque la rupture. L'exception du collège de Léon et du collège Saint-François est dénoncée dans une presse hostile mettant le ministre de l'Instruction publique Gaston Doumergue en difficulté face à la Chambre.

### Institution (1911-1971)

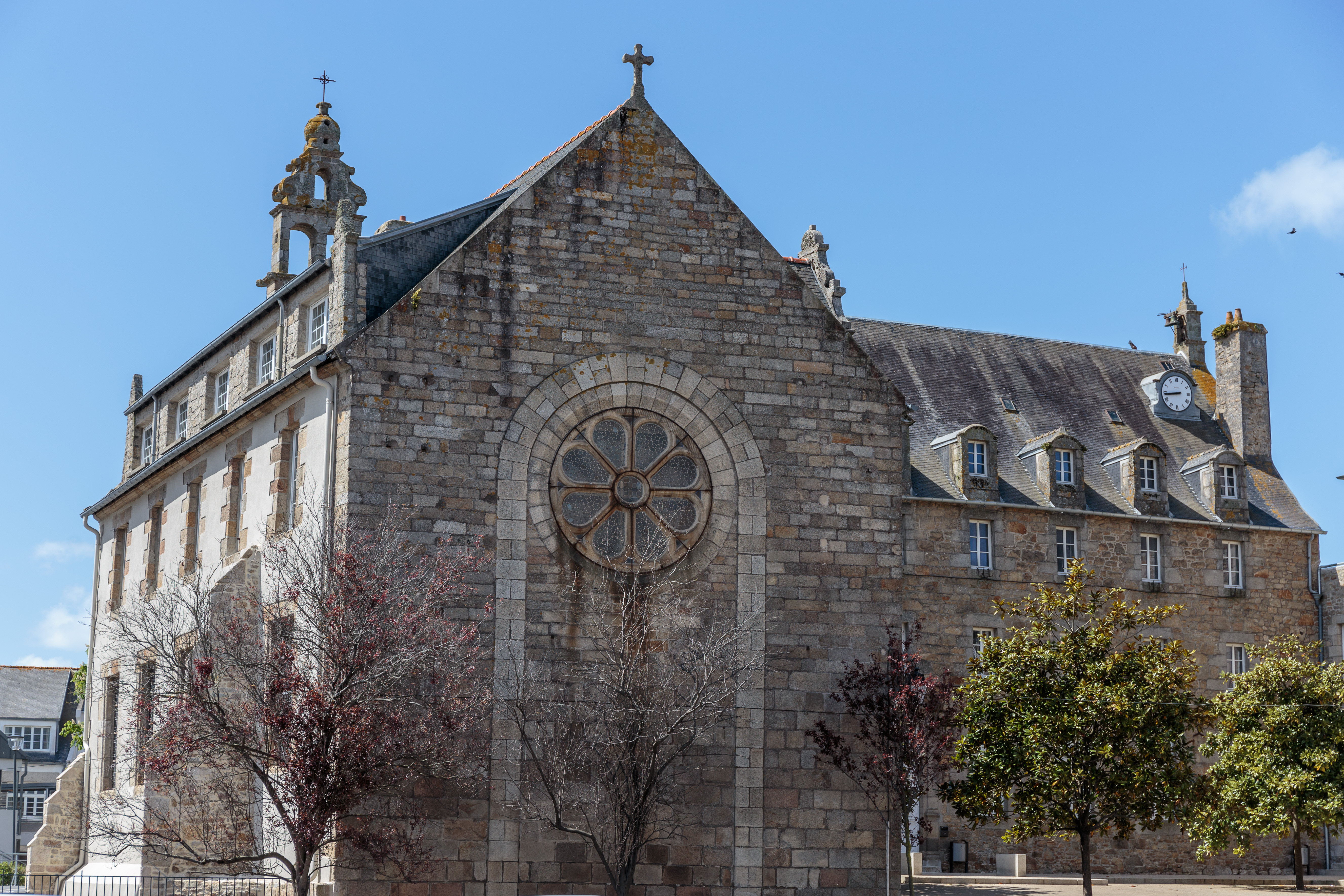
La chapelle de la Sainte Famille construite en 1812 par les Ursulines dans l'enceinte de l'ex Grand séminaire.

Le 31 décembre 1910, pour échapper au risque permanent d'interdiction administrative et aux aléas de la Chambre des députés, le collège de Léon, rue Verderel, est fermé par les autorités ecclésiastiques en coordination avec la municipalité que préside Alain de Guébriant. Cinq jours plus tard, le 5 janvier 1911, il rouvre dans son ancien bâtiment libéré par les Ursulines, actuel 2 rue Cadiou, sous le nom officiel d'Institution Notre-Dame du Kreisker tout en conservant dans l'usage celui de collège de Léon. Un changement de statut soigneusement préparé par le principal François Marie Floc'h et Mgr Duparc, en fait un lycée privé qui échappe aux directives de laïcisation et aux exigences futures du ministre de l'Instruction tout en continuant sa vocation à former une élite au service du catholicisme social.
L'Institution Notre Dame du Kreisker sacrifie un grand nombre de ses membres dans la Grande guerre. Cent un de ses membres sont mentionnés sur une plaque à l'intérieur du Kreisker, dont trois enseignants et soixante cinq laïcs.
En 1922, le collège de Léon annexe l'orphelinat pour jeunes filles de la Providence, qui se trouve en face du petit séminaire, 13 rue Verderel, pour y fonder l'École Notre-Dame du Sacré-Cœur, qui sera jusqu'à sa fermeture, en 1971, un cours préparatoire complémentaire et spécifique destinés aux juvénistes du séminaire Saint-Jacques de Haïti après que ceux-ci ont achevé leur cursus au Grand Séminaire de Léon. En 1930, Mgr de Guébriant, léonard devenu supérieur des Missions étrangères de Paris, y envoie se former de jeunes Chinois et Annamites, tels Pierre Nguyen-Huy-May, qui deviendra évêque, ou François Ly, futur recteur de l'Université catholique de Saïgon.

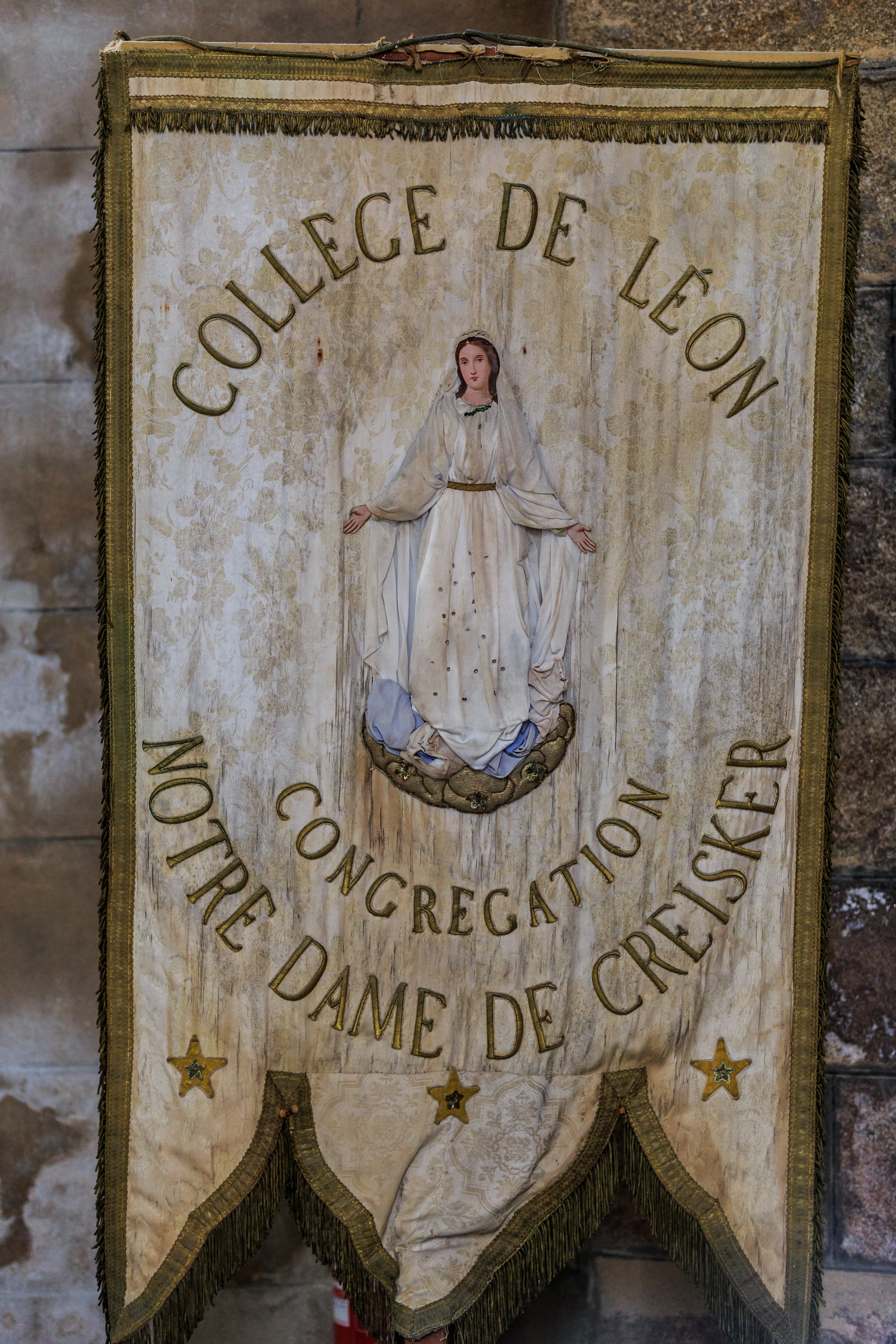
Bannière de procession portée au Kreisker jusqu'après guerre pour la fête du collège, les 20 et 21 janvier.

Durant la Seconde Guerre mondiale, cent vingt cinq anciens élèves du Collège de Léon ou de l'Institution Notre-Dame du Kreisker meurent au champ d'honneur, en captivité, au poteau. Les 1e et 2 janvier 1944, l'abbé morlaisien Francis Tanguy, professeur de mathématiques élémentaires au Creisker de 1924 à 1937, cache dans le presbytère de Pont-Aven, où il a été nommé vicaire, deux aviateurs américains et sera battu à mort par les kapos de Flossenbürg un jour du mois de septembre de la même année.

## Le lycée aujourd'hui

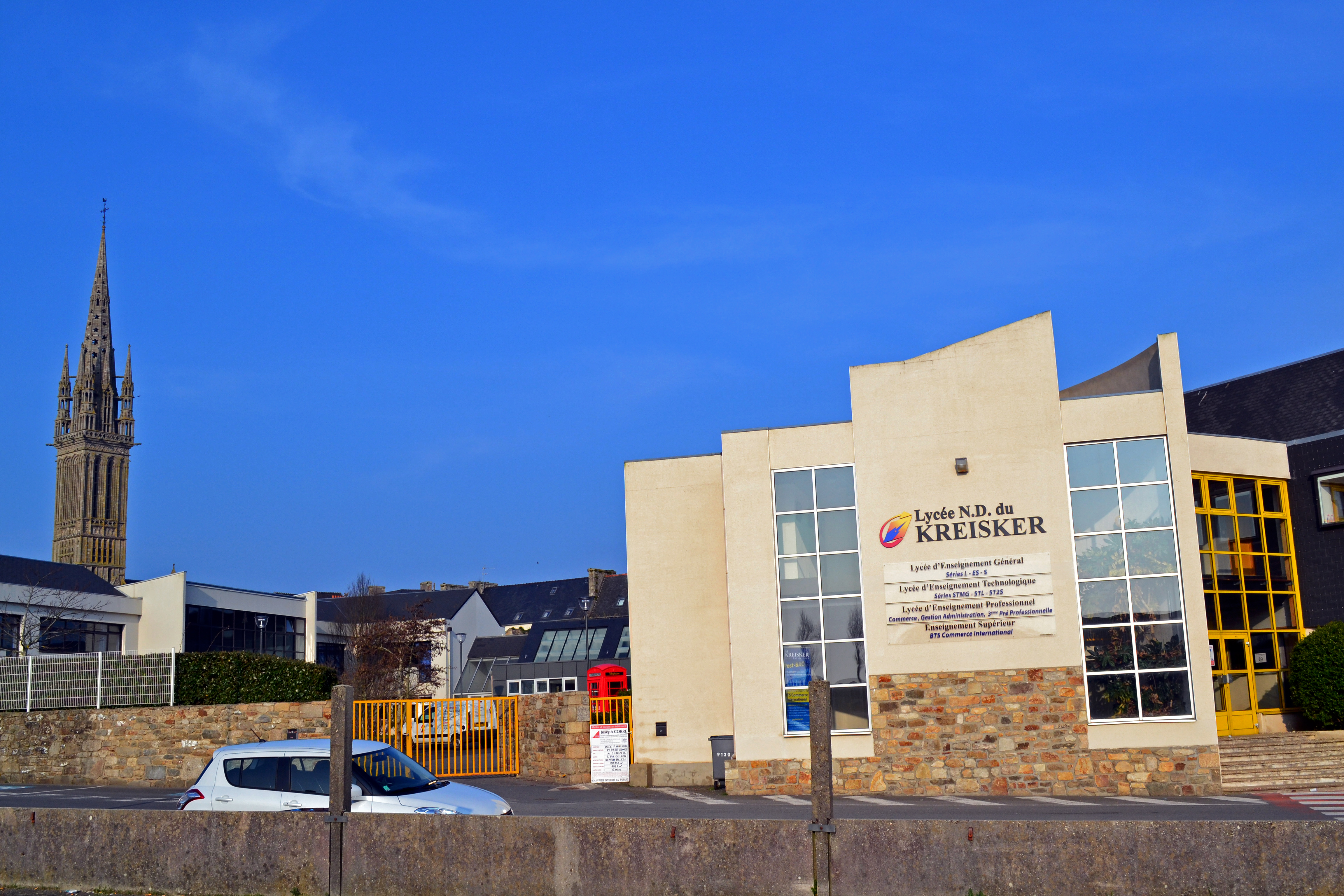
La nouvelle entrée ouverte en 2013 rue du Collège, à l'arrière de l'ex-Grand séminaire.

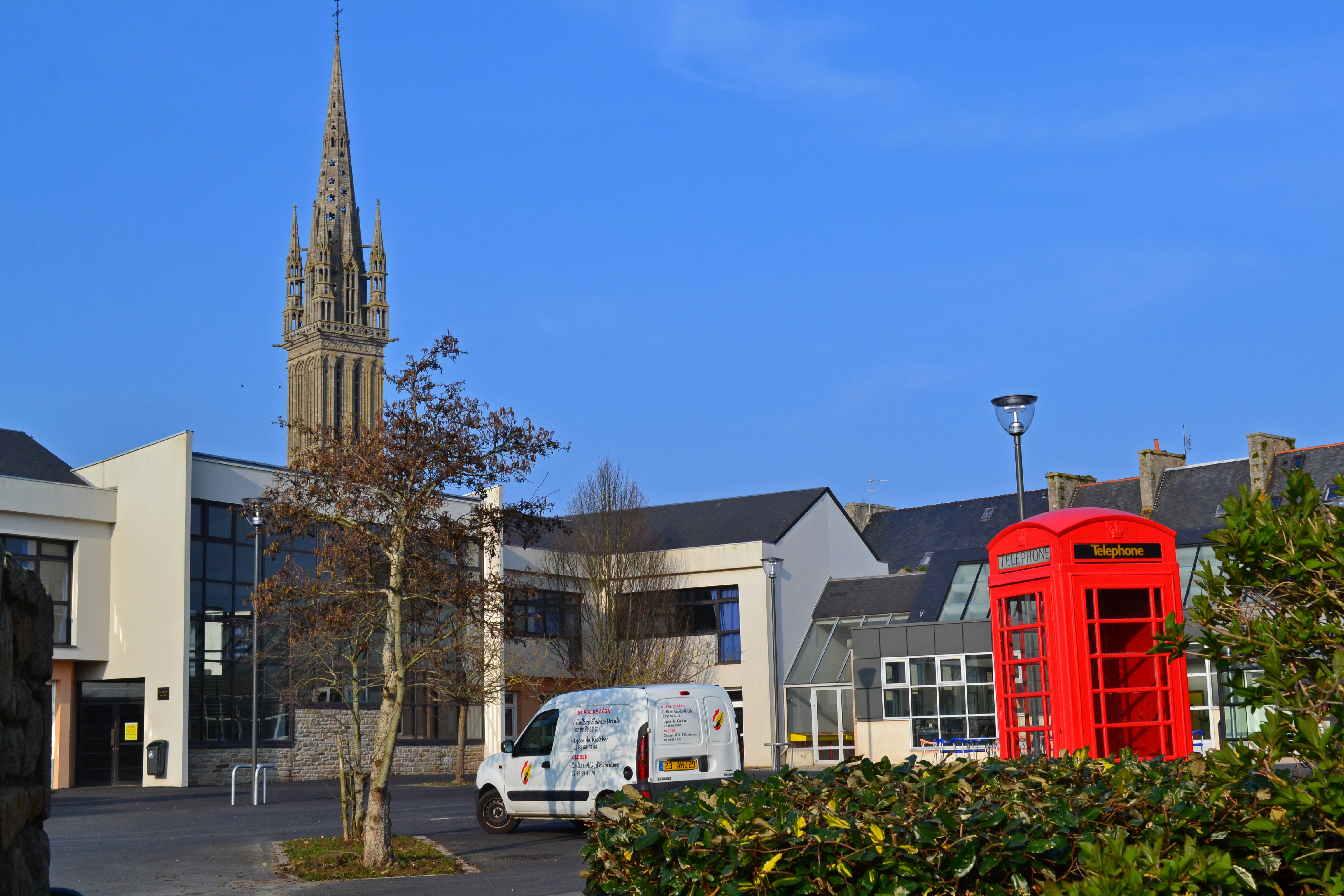
Une des nouvelles cours construites sur ce qui fut les jardins des Ursulines.

### Filières
- Enseignement général
  - Lettres L
  - Sciences S
  - Sciences économiques et sociales ES
- Enseignement technologique
  - Management et gestion STMG
  - Sciences et techniques de laboratoire STL
  - Sciences et techniques de la santé et du social ST2S.
- Enseignement professionnel
  - Commerce
  - Gestion et administration
- Enseignement supérieur
  - Brevet de technicien supérieur en commerce international BTS CI.

### Effectif
Pour cent trente enseignants et cinquante salariés affectés à l'administration, le nombre d'élèves à la rentrée 2017 est de huit cent soixante quinze élèves, contre huit cent dix l'année précédente. Ceux ci sont répartis dans huit classes de Seconde, neuf classes de Première, dont deux ES et deux STSS, et neuf classes de Terminales, dont trois S, deux STSS et deux STMG, soit en moyenne vingt cinq élèves par classes.
Le BTS CI compte vingt quatre élèves en première année, et autant en seconde.
L'internat a une capacité d'accueil de soixante pensionnaires.

### Résultats
Le taux d'élèves conduits avec succès depuis la seconde jusqu'au baccalauréat, général et technologique, était en 2016 de 81 %.
Celui de réussite au BTS commerce international, de 95 % en 2016.

### Vie associative
L'Association des parents d'élèves de l'enseignement libre, APEL, est étroitement associée au fonctionnement et à la gestion de l'établissement.

### Bourses
- Prix Xavier Grall, mil euros attribués à un bachelier poursuivant ses études.
- Prix Antoine Polard, quatre cent cinquante euros mensuels pour le logement d'un étudiant universitaire.

## Anciens élèves

### Prélats
- Jean-Gilles du Coëtlosquet
- Jean-Marie-Dominique de Poulpiquet
- Joseph-Marie Graveran
- Léopold-René Leséleuc de Kerouara
- Édouard Mesguen

### Politiciens
- François Riou de Kersalaün
- Auguste Billault
- Émile de Kermenguy
- Joseph Nédellec
- Édouard Le Guen
- Joseph Boucher
- Armand Rousseau
- Émile Gourvil
- Jean-Marie Clech
- François Louis Soubigou
- Jacques Queinnec
- Victor Balanant

### Militaires
- Victor Moreau

### Hommes de lettres
- Émile Souvestre, écrivain.
- Arthur-Marie Le Hir, bibliste.
- Xavier Grall, écrivain.
- Philippe Abjean, enseignant en philosophie.

### Historiens
- Guillaume Lejean
- Jean Feutren

### Artistes
- Yan' Dargent

### Sportifs
- Armel Le Cléac'h

### Sources
1. ↑  DDEC29
2. 1 2 3 4  L. Kerbiriou, « La cité de Léon », in Revue diocésaine, hors série n° 54, p. 49, Imprimerie cornouaillaise, Quimper, 1947, 125 p.
3. 1 2 3 4 5 6 7  Dom Morice, Histoire ecclesiastique et civile de Bretagne composée sur les auteurs et les titres originaux, ornée de divers monumens, t. I, p. 256, François Delaguette, Paris, 1750.
4. 1 2 3 4  L. Moréri, Le Grand Dictionnaire historique ou Le mélange curieux de l'histoire sacrée et profane, qui contient en abrégé l'histoire fabuleuse des dieux & des héros de l'antiquité païenne, t. III, p. 820, Les libraires associés, Paris, 1759.
5. ↑  O. Truchet & G. Hoyau, Plan La Ville cité université de Paris, Au chef Saint Denis, Paris, 1550.
6. ↑  G. Minois, Nouvelle histoire de la Bretagne, page 289, Fayard, 1992.
7. ↑  G. Flaubert, Par les champs et par les grèves.
8. 1 2  G. Minois, Nouvelle histoire de la Bretagne, page 252, Fayard, 1992.
9. ↑  G. Minois, Nouvelle histoire de la Bretagne, page 253, Fayard, 1992.
10. ↑  M. Debary, « Le culte de saint Yves à Paris », in J. Ch. Cassard & G. Provost, Saint Yves et les Bretons. Culte, images, mémoire (1303-2003), p. 53-60, PUR, Rennes, 2004  (ISBN 9782753500006).
11. ↑  L. Kerbiriou, « La cité de Léon », in Revue diocésaine, hors série n° 54, p. 87, Imprimerie cornouaillaise, Quimper, 1947, 125 p.
12. ↑  Ex cote 336, p. 192, Fonds breton, Bibliothèque, Brest, cité in dom Morice, p. citée.
13. ↑  L. Am. Sédillot, Les professeurs de mathématiques et de physique générale au Collège de France, p. 98, Imprimerie des sciences mathématiques et physiques, Rome, 1869.
14. 1 2 3 4  P. Hurtau, Dictionnaire historique de la Ville de Paris et de ses environs, vol. II, p. 441, Moutard, Paris, 1779.
15. 1 2 3  Coll., dir. A. Guilbert, Histoire des villes de France avec une introduction générale pour chaque province, vol. I, p. 115, Furne & cie., H. Fournier impr., Paris, 1844.
16. 1 2  É. Pasquier, Les recherches de la France, t. I, IX, 18, p. 998, Compagnie des libraires associés, Amsterdam, 1723.
17. ↑  A. Poirson, Histoire du règne de Henri IV, vol. 3, p. 783, Librairie académique Didier & cie., Paris, 1866.
18. ↑  A. Poirson, Histoire du règne de Henri IV, vol. 3, p. 784, Librairie académique Didier & cie., Paris, 1866.
19. ↑  P. Hurtau, Dictionnaire historique de la Ville de Paris et de ses environs, vol. II, p. 440, Moutard, Paris, 1779.
20. ↑  P. Hurtau, Dictionnaire historique de la Ville de Paris et de ses environs, vol. II, p. 442, Moutard, Paris, 1779.
21. ↑  Bulletin, vol. XLV, p. 60, Société archéologique du Finistère, Quimper, 1918.
22. ↑  Paul Peyron, Notice historique sur les Séminaires de Quimper et de Léon, Quimper, A. de Kerangal, 1899, p. 97.
23. ↑  Louis Kerbiriou, L'Institution Notre-Dame du Creisker (Ancien Collège de Léon), p. 59, L. Le Grand impr., Brest, 1936.
24. ↑  L. Kerbiriou, L'Institution Notre-Dame du Creisker (Ancien Collège de Léon), p. 9, L. Le Grand impr., Brest, 1936.
25. ↑  Ph. Abjean, Notre-Dame du Kreisker, le marchepied du ciel., p. 24, Léon'Art, Saint-Pol-de-Léon, 2011.
26. ↑  Ph. Abjean, Notre-Dame du Kreisker, le marchepied du ciel., p. 25, Léon'Art, Saint-Pol-de-Léon, 2011.
27. 1 2  Ph. Abjean, Notre-Dame du Kreisker, le marchepied du ciel., p. 28, Léon'Art, Saint-Pol-de-Léon, 2011.
28. 1 2 3  L. Kerbiriou, L'Institution Notre-Dame du Creisker (Ancien Collège de Léon), p. 14, L. Le Grand impr., Brest, 1936.
29. 1 2  Ph. Abjean, Notre-Dame du Kreisker, le marchepied du ciel., p. 29, Léon'Art, Saint-Pol-de-Léon, 2011.
30. 1 2 3  Ph. Abjean, Notre-Dame du Kreisker, le marchepied du ciel., p. 30, Léon'Art, Saint-Pol-de-Léon, 2011.
31. ↑  L. Kerbiriou, L'Institution Notre-Dame du Creisker (Ancien Collège de Léon), p. 17, L. Le Grand impr., Brest, 1936.
32. ↑  « Manoir de Keroulas », in Notices historiques, Mairie, Saint-Pol-de-Léon, [s.d.]
33. 1 2  L. Kerbiriou, L'Institution Notre-Dame du Creisker (Ancien Collège de Léon), p. 19, L. Le Grand impr., Brest, 1936.
34. ↑  L. Kerbiriou, L'Institution Notre-Dame du Creisker (Ancien Collège de Léon), p. 26, L. Le Grand impr., Brest, 1936.
35. 1 2  L. Kerbiriou, L'Institution Notre-Dame du Creisker (Ancien Collège de Léon), p. 27, L. Le Grand impr., Brest, 1936.
36. ↑  L. Kerbiriou, L'Institution Notre-Dame du Creisker (Ancien Collège de Léon), p. 50, L. Le Grand impr., Brest, 1936.
37. ↑  L. Kerbiriou, L'Institution Notre-Dame du Creisker (Ancien Collège de Léon), p. 37-39, L. Le Grand impr., Brest, 1936.
38. 1 2  Ph. Abjean, Notre-Dame du Kreisker, le marchepied du ciel., p. 81, Léon'Art, Saint-Pol-de-Léon, 2011.
39. ↑  L. Kerbiriou, L'Institution Notre-Dame du Creisker (Ancien Collège de Léon), p. 53, L. Le Grand impr., Brest, 1936.
40. ↑  Ph. Abjean, Notre-Dame du Kreisker, le marchepied du ciel., p. 80, Léon'Art, Saint-Pol-de-Léon, 2011.
41. ↑  L. Kerbiriou, L'Institution Notre-Dame du Creisker (Ancien Collège de Léon), p. 55, L. Le Grand impr., Brest, 1936.
42. ↑  Ph. Abjean, Notre-Dame du Kreisker, le marchepied du ciel., p. 97, Léon'Art, Saint-Pol-de-Léon, 2011.
43. 1 2  An., « Rue Verderel. Un orphelinat et un séminaire y ont vécu. », in Le Télégramme, Morlaix, 24 juillet 2015.
44. ↑  « Anciens Elèves morts au Champ d'Honneur, Morts en Captivité, Fusillés.», in Le Creisker, Association des anciens élèves du Collège de Léon et de l'Institution ND du Kreisker, Saint-Pol-de-Léon, novembre 1946.
45. 1 2 3 4 5  « Lycée. 70 élèves et quatre classes de plus. », in Le Télégramme, Morlaix, 25 août 2016.
46. 1 2 3 4 5  « Lycée. 65 élèves supplémentaires », in Le Télégramme, Morlaix, 26 août 2016.
47. ↑  « Lycée Notre-Dame du Kreisker - Saint-Pol-de-Léon (lycée privé) », in Palmarès des lycées 2017, L'Express, Paris, 2017.